# Tsingymantis antitra
A Tsingymantis antitra a kétéltűek (Amphibia) osztályába, a békák (Anura) rendjébe és az aranybékafélék (Mantellidae) családba tartozó Boehmantis nem monotipikus faja. A nem neve a madagaszkári tsingy szóból ered, ami lekopott karszt mészkőalakzatot jelent, utalva ezzel a faj élőhelyére. A faj neve, az antitra helyi nyelven időset jelent, utalva a faj ősi eredetére.

## Elterjedése
A faj Madagaszkár endemikus faja. Természetes élőhelye erősen lekopott, mészköves területek, mérsékelten száraz erdők, melyet folyók és föld alatti vízfolyások tarkítanak.

## Megjelenése
A kifejlett hímek mérete eléri az 54 mm-t, a nőstényeké 55–64 mm. Első végtagjuk ujjai között nincs úszóhártya, hátsó lábukon teljes úszóhártya található. Az ujjak és lábujjak legutolsó percén található korongok erőteljesek. A bőre a hátán sima. Háta barna, többnyire feltűnő olajzöld vagy világosbarna foltokkal. Hasi oldala fehér, torkán és végtagjain barnás pigmentációval.

## Természetvédelmi helyzete
Zord élőhelye miatt a fajra nézve nincs nyilvánvaló fenyegetés. Kis elterjedési területe miatt azonban fenyegetettnek tekintik.
A faj megtalálható az Ankarana védett területen. Elterjedési területének és ökológiai igényeinek meghatározása további kutatást igényel.